# Bergfeld (Kasseedorf)
Bergfeld ist ein Ortsteil der Gemeinde Kasseedorf im Kreis Ostholstein in Schleswig-Holstein.

## Geografie
Der Ort liegt auf einer Höhe von 125 m am Fuße des Bungsbergs und ist damit der höchstgelegene Ort Schleswig-Holsteins und einer der höchstgelegenen Orte in der gesamten Norddeutschen Tiefebene.
Die nächsten größeren Orte sind die Rosenstadt Eutin, Bad Malente, Neustadt i. H., Lensahn und Lütjenburg, sie befinden sich in 12 bis 20 Kilometern Entfernung. Die bekannten Seebäder an der Ostsee liegen ca. 20 km entfernt; das sind die Hohwachter Bucht (Hohwacht, Sehlendorf, Weißenhäuser Strand) und die Lübecker Bucht (Grömitz, Scharbeutz, Timmendorfer Strand).

## Geschichte
Bergfeld war ein Meierhof.